# 岡野友宏
岡野 友宏（おかの ともひろ、1947年-）は、日本の歯科医師・歯学者。昭和大学歯科病院病院長。昭和大学歯学部口腔病態診断科学講座歯科放射線医学部門教授。元日本歯科放射線学会理事長。

## 経歴
1973年東京医科歯科大学卒業、1977年同大学院修了。以後同大学助手、長崎大学助教授を経て1987年より昭和大学教授。
1977年 東京医科歯科大学　歯学博士　論文の題は　「ノンスクリーン系撮影におけるフィルムの特性に関する研究」。

## 著作
- 日本歯科放射線学会、野井倉武憲、和田卓郎、岡野友宏、古跡養之眞、前多一雄、上村修三郎、神田重信、岸幹二 編『口腔画像診断アトラス』医歯薬出版、1994年7月。ISBN 978-4-263-45260-8。
- 佐々木武仁、島野達也、岩井一男、岡野友宏、加藤二久、木原卓司、佐藤健児、速水昭宗 著、日本歯科放射線学会放射線防護委員会、佐々木, 武仁、島野, 達也 編『歯科診療における放射線の管理と防護』医歯薬出版、1994年12月。
- 岡野友宏 他『歯科医学・歯科医療総論I歯科医学総論』（第2版）医歯薬出版〈最新歯科医学知識の整理（フロリアシリーズ）〉、1995年4月。
- 岡野友宏 著「第1章 画像診断技術の進歩 歯科口内法デジタル画像診断 輝尽性蛍光体イメージングプレート方式 Digora（ディゴラ）、第2章 画像診断の実際 インプラント歯科治療 インプラント歯科治療の画像診断」、日佐々木武仁 編『歯科画像診断の最前線』医歯薬出版〈歯界展望 別冊〉、1997年5月。
- 古本, 啓一、岡野, 友宏、山本, 昭 編『歯科放射線学』（第3版）医歯薬出版、2000年8月。ISBN 978-4-263-45468-8。
- 黒崎紀正、住友雅人、小口春久、飯田順一郎、岡野友宏、古郷幹彦 編『小児歯科疾患・口腔病変・不正咬合』医歯薬出版〈イラストレイテッド・クリニカルデンティストリー４〉、2002年6月20日。ISBN 978-4-263-40614-4。
- 岡野友宏 他 著、小林馨 編『臨床医のための口腔画像診断　臨床イメージノート』（改訂版）永末書店、2002年11月1日。ISBN 4-8160-1122-6。
- 古本, 啓一、岡野, 友宏、小林, 馨 編『歯科放射線学』（第4版）医歯薬出版、2006年5月25日。ISBN 978-4-263-45597-5。
- 岡野友宏 著「I編 放射線診療の品質保証 4章 品質保証プログラムの具体的目標 4.X線写真の画質と写真処理過程、II編 品質保証(QA)プログラム実施方法 5章 感染予防対策」、佐々木武仁 編『歯科診療におけるX線診断の品質保証プログラム』医歯薬出版、2006年9月20日。ISBN 978-4-263-45603-3。
- 岡野友宏 他 著、日本歯科放射線学会 編『歯科臨床における画像診断アトラス』医歯薬出版、2008年1月10日。ISBN 978-4-263-45610-1。
- 岡野友宏、清水谷公成、小林馨 著、松井, 恭平、合場, 千佳子、白鳥, たかみ 編『歯科放射線』監修 全国歯科衛生士教育協議会、医歯薬出版〈最新歯科衛生士教本〉、2009年2月25日。ISBN 978-4-263-42828-3。
- 岡野友宏、加藤二久、小林馨、佐藤健児、藤田實、誉田栄一 著、佐々木武仁、島野達也 編『歯科診療における放射線の管理と防護 人体への影響の正しい知識と理解』（新版）医歯薬出版、2009年4月20日。ISBN 978-4-263-45629-3。

## 所属団体
- 日本歯科放射線学会 元理事長[5]
- 日本歯科医学教育学会 常任理事[6]
- 日本医学放射線学会[3]
- 日本学術会議[3]
- International Association of Dentomaxillofacial Radiology[3]
- American Academy of Oral and Maxillofacial Radiology[3]